# Ламонт (муніципальний район)
Графство Ламонт (англ. Lamont County) — муніципальний район в Канаді, у провінції Альберта.

## Населення
За даними перепису 2016 року, муніципальний район нараховував 3899 жителів, показавши зростання на 0,7%, порівняно з 2011-м роком. Середня густина населення становила 1,6 осіб/км².
З офіційних мов обидвома одночасно володіли 120 жителів, тільки англійською — 3 775, а 5 — жодною з них. Усього 495 осіб вважали рідною мовою не одну з офіційних, з них 315 — українську.
Працездатне населення становило 67,8% усього населення, рівень безробіття — 7,2% (8,1% серед чоловіків та 5,3% серед жінок). 73,8% були найманими працівниками, 25,3% — самозайнятими.
Середній дохід на особу становив $61 215 (медіана $39 552), при цьому для чоловіків — $78 576, а для жінок $40 636 (медіани — $51 015 та $28 672 відповідно).
27,1% мешканців мали закінчену шкільну освіту, не мали закінченої шкільної освіти — 22,3%, 50,5% мали післяшкільну освіту, з яких 17,5% мали диплом бакалавра, або вищий.
| Статево-вікова структура населення | Статево-вікова структура населення | Статево-вікова структура населення | Статево-вікова структура населення | Статево-вікова структура населення |
| ---------------------------------- | ---------------------------------- | ---------------------------------- | ---------------------------------- | ---------------------------------- |
|                                    |                                    |                                    |                                    |                                    |
| Всього                             | Всього                             | 53,1%46,9%                         |                                    |                                    |
| 0 — 14 років                       | 0 — 14 років                       |                                    | 14,8%                              | 14,8%                              |
| 15 — 64 років                      | 15 — 64 років                      |                                    | 64,4%                              | 64,4%                              |
| 65 і більше                        | 65 і більше                        |                                    | 20,8%                              | 20,8%                              |
| 85 і більше                        | 85 і більше                        |                                    | 1,5%                               | 1,5%                               |
| 100 і більше                       | 100 і більше                       |                                    | 0,1%                               | 0,1%                               |
| Середній вік (років)               | Середній вік (років)               | 44,344,2                           | 44,3                               | 44,3                               |
| Медіана (років)                    | Медіана (років)                    | 48,347,5                           | 47,9                               | 47,9                               |
| — чоловіки — жінки                 |                                    |                                    |                                    |                                    |

| Походження мешканців:     | Походження мешканців:     | Походження мешканців: | Походження мешканців: | Походження мешканців: |
| ------------------------- | ------------------------- | --------------------- | --------------------- | --------------------- |
| Походження                |                           |                       | осіб                  | %                     |
| Корінні американці        | Корінні американці        |                       | 250                   | 6.44%                 |
| Інше північноамериканське | Інше північноамериканське |                       | 875                   | 22.55%                |
| Європейське               | Європейське               |                       | 3 375                 | 86.98%                |
| британське                | британське                |                       | 1 360                 | 35.05%                |
| французьке                | французьке                |                       | 345                   | 8.89%                 |
| українське                | українське                |                       | 1 615                 | 41.62%                |
| Африканське               | Африканське               |                       | 25                    | 0.64%                 |
| Азійське                  | Азійське                  |                       | 35                    | 0.9%                  |

| Зайнятість населення за галузями (за класифікацією NOC): | Зайнятість населення за галузями (за класифікацією NOC): | Зайнятість населення за галузями (за класифікацією NOC): | Зайнятість населення за галузями (за класифікацією NOC): | Зайнятість населення за галузями (за класифікацією NOC): |
| -------------------------------------------------------- | -------------------------------------------------------- | -------------------------------------------------------- | -------------------------------------------------------- | -------------------------------------------------------- |
|                                                          |                                                          |                                                          |                                                          |                                                          |
| Управління                                               | Управління                                               |                                                          | 21,7%                                                    | 21,7%                                                    |
| Бізнес, фінанси та адміністрування                       | Бізнес, фінанси та адміністрування                       |                                                          | 12,4%                                                    | 12,4%                                                    |
| Природничі та прикладні науки                            | Природничі та прикладні науки                            |                                                          | 2,7%                                                     | 2,7%                                                     |
| Охорона здоров'я                                         | Охорона здоров'я                                         |                                                          | 5,4%                                                     | 5,4%                                                     |
| Освіта, правозахист, муніципальні та урядові служби      | Освіта, правозахист, муніципальні та урядові служби      |                                                          | 7,2%                                                     | 7,2%                                                     |
| Мистецтво, культура, відпочинок та спорт                 | Мистецтво, культура, відпочинок та спорт                 |                                                          | 1,4%                                                     | 1,4%                                                     |
| Роздрібна торгівля та послуги                            | Роздрібна торгівля та послуги                            |                                                          | 13,8%                                                    | 13,8%                                                    |
| Гуртова торгівля, транспорт та обладнання                | Гуртова торгівля, транспорт та обладнання                |                                                          | 25,1%                                                    | 25,1%                                                    |
| Природні ресурси, сільське господарство                  | Природні ресурси, сільське господарство                  |                                                          | 7%                                                       | 7%                                                       |
| Виробництво                                              | Виробництво                                              |                                                          | 3,6%                                                     | 3,6%                                                     |

## Населені пункти
До складу муніципального району входять містечка Брудергайм, Мандер, Ламонт, села Ендрю, Чипман, а також хутори, інші малі населені пункти та розосереджені поселення. Наприклад поселення Снятин (названий на честь Снятина в Україні).

## Клімат
Середня річна температура становить 2,4°C, середня максимальна – 21°C, а середня мінімальна – -20,1°C. Середня річна кількість опадів – 462 мм.
| Клімат поселення                              | Клімат поселення | Клімат поселення | Клімат поселення | Клімат поселення | Клімат поселення | Клімат поселення | Клімат поселення | Клімат поселення | Клімат поселення | Клімат поселення | Клімат поселення | Клімат поселення | Клімат поселення |
| Показник                                      | Січ.             | Лют.             | Бер.             | Квіт.            | Трав.            | Черв.            | Лип.             | Серп.            | Вер.             | Жовт.            | Лист.            | Груд.            |                  |
| Середній максимум, °C                         | −7,15            | −4,11            | 1,27             | 10,38            | 16,79            | 20,84            | 21,02            | 20,25            | 14,99            | 9,20             | −0,64            | −6,81            |                  |
| Середня температура, °C                       | −13,65           | −10,6            | −5,2             | 3,88             | 10,29            | 14,34            | 16,39            | 15,62            | 10,36            | 4,59             | −5,26            | −11,45           |                  |
| Середній мінімум, °C                          | −20,14           | −17,1            | −11,71           | −2,61            | 3,79             | 7,85             | 11,74            | 10,98            | 5,72             | −0,08            | −9,9             | −16,08           |                  |
| Норма опадів, мм                              | 19               | 13               | 21               | 24               | 46               | 83               | 99               | 56               | 46               | 20               | 18               | 17               |                  |
| Середньомісячна швидкість вітру, м/с          | 3.10             | 3.10             | 3.30             | 3.60             | 3.70             | 3.30             | 3.10             | 2.97             | 3.10             | 3.30             | 3.30             | 3.17             |                  |
| Середньомісячна сонячна радіація, кДж/м²·день | 3361             | 6859             | 12201            | 17399            | 20672            | 21918            | 22133            | 18502            | 12510            | 7389             | 3686             | 2481             |                  |
| --------------------------------------------- | ---------------- | ---------------- | ---------------- | ---------------- | ---------------- | ---------------- | ---------------- | ---------------- | ---------------- | ---------------- | ---------------- | ---------------- | ---------------- |
| Джерело:                                      |                  |                  |                  |                  |                  |                  |                  |                  |                  |                  |                  |                  |                  |